# Ouled Moumen
Ouled Moumen là một đô thị thuộc tỉnh Souk Ahras, Algérie. Dân số thời điểm năm 2002 là 5.688 người.